# Allegro de concert (Chopin)

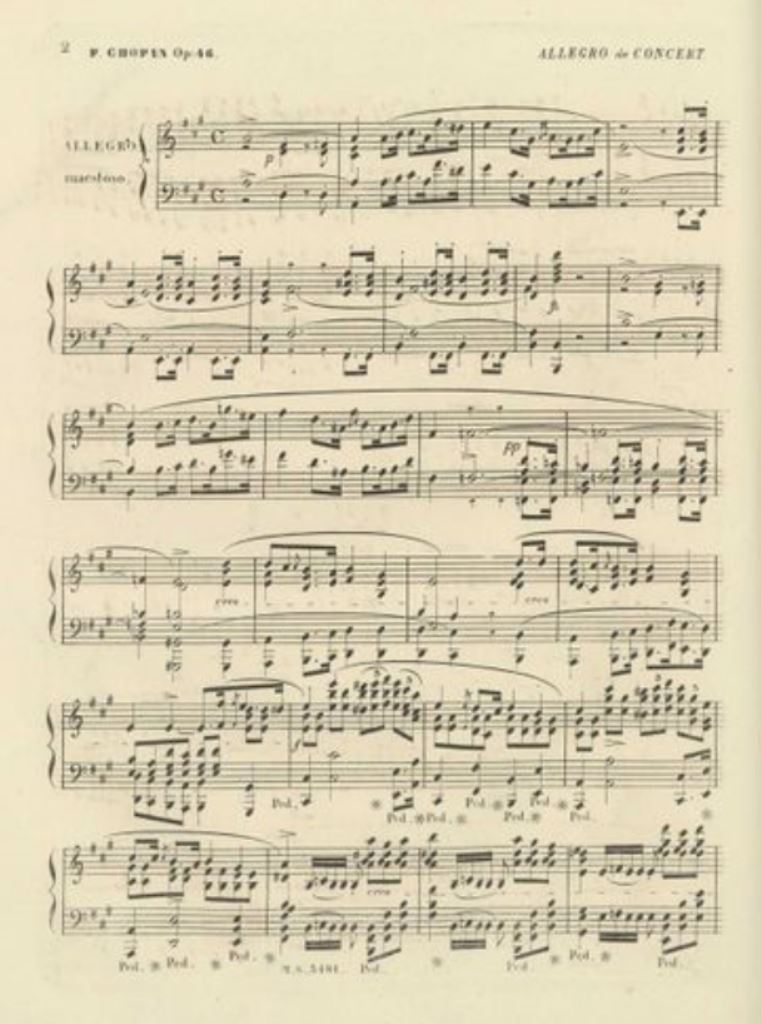
Imatge de la partitura de la peça musical.

L'Allegro de concert op. 46, és una obra per a piano de Frédéric Chopin, publicada el novembre de 1841. Es tracta d'una obra d'un sol moviment en la que els principals temes són audaços i expressius. Té un curiós lloc en la producció de Chopin; encara que la seva història és fosca, les evidències donen suport a l'opinió, compartida per Robert Schumann i altres, que va començar com el primer moviment d'un tercer concert per a piano, del que les parts orquestrals no inexisteixen o mai van ser anotades. No hi ha cap prova que Chopin hagués començat a treballar en els altres moviments d'aquest concert.

## Història
Chopin va publicar els seus dos concerts per a piano el 1830. Aquell mateix any, va deixar escrit que estava planejant un concert per a dos pianos i orquestra, i l'interpretaria amb el seu amic Tomasz Napoleon Nidecki si aconseguia acabar-lo. Va treballar durant alguns mesos però tenia dificultats i va quedar abandonat. Però, probablement deuria utilitzar algunes de les idees en treballs posteriors.
També se sap que Chopin va començar a treballar en un tercer concert per a piano i orquestra. A Chopin: The Piano Concertos, Rink cita una carta inèdita de Chopin, del 10 de setembre de 1841, en la que oferia a Breitkopf & Härtel un "Allegro maestoso (du 3me Concerto) pour piano seul" per 1.000 francs. Pel novembre de 1841, Schlesinger va publicar l'Allegro de concert, que té una indicació de tempo Allegro maestoso, i Breitkopf & Härtel també el va publicar pel desembre del mateix any. L'obra té les característiques generals del moviment d'obertura d'un concert de l'època. Conté una llarga introducció, amb la secció corresponent al piano sol que comença en el compàs 87. Sembla clar que el "Allegro maestoso" que Chopin fa referència en la seva carta era la peça publicada dos mesos més tard com Allegro de concert, op. 46.
Les primeres notes de l'obra es van començar a elaborar al voltant de 1832, però no se sap quan es va compondre la resta de l'obra. Chopin el va dedicar a Friederike Müller (1816-1895), un dels seus alumnes favorits, que va estudiar amb ell durant 18 mesos (1839-1841). Franz Liszt li va donar el sobrenom "Mademoiselle opus quarante-six".

## Crítica
El Allegro de concert inclou certs recursos que reflecteixen una tècnica més virtuosa que el requereixen els seus dos concerts publicats. Les dificultats tècniques inclouen denses textures musicals, un treball complex i lleuger amb els dits, salts massius dels acords de la mà esquerra, trinats i escales en doble notes i octaves difícils. Per aquesta raó es considera una de les peces més difícils de Chopin; malgrat aquest desafiament, a alguns pianistes i crítics els resulta poc convincent.
Ha rebut relativament poca atenció per part dels pianistes i es toca poc en concerts o en enregistraments, i no és massa ben conegut pels amants de la música. Entre els que l'han enregistrat cal destacar Claudio Arrau, Vladimir Ashkenazy, Garrick Ohlsson, Nikita Magalov, Nikolai Demidenko i Roger Woodward. No obstant, el propi Chopin sembla haver estat molt orgullós de l'obra. Li va dir a Aleksander Hoffmann: "Aquesta és la primera peça que vaig interpretar en el meu primer concert en tornar a casa, a un Varsòvia lliure". Però Chopin mai va tornar a Varsòvia, i és potser per aquesta raó que no hi ha cap registre que ho interpretés en públic. De fet, no sembla haver cap dada sobre una primera interpretació de l'obra en públic. Claude Debussy el va interpretar en el Conservatori de París el juliol de 1879.